# Naprawa poprzez scalanie niehomologicznych końców DNA

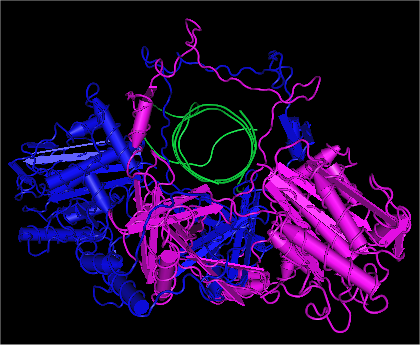
Heterodimer białka Ku przyłączony do nici DNA. Ku70 zaznaczono kolorem różowym, Ku80 niebieskim, a DNA zielonym

Naprawa poprzez scalanie niehomologicznych końców DNA (ang. non-homologous end joining, NHEJ) – jeden z dwóch mechanizmów naprawy uszkodzeń obu nici DNA (ang. double-strand breaks, DSBs). W efekcie DSBs oba łańcuchy nukleotydowe w podwójnej helisie zostają rozerwane. Drugim mechanizmem naprawy tych potencjalnie groźnych dla integralności genomu uszkodzeń jest naprawa rekombinacyjna (określana także jako rekombinacja homologiczna). NHEJ jest częściej wykorzystywanym mechanizmem naprawy w komórkach ssaków (u drożdży dominuje naprawa rekombinacyjna). Termin wprowadzili w 1996 roku Moore i Haber.
W NHEJ biorą udział specjalne białka: kompleks ligazy DNA IV składający się z katalitycznej podjednostki i jej kofaktora XRCC4, DNA-zależna kinaza białek (DNA-dependent protein kinase) i heterodimeryczne białko Ku (Ku70∙Ku80) o latentnej aktywności 3’→5’ helikazy zależnej od ATP.
Uszkodzenie o charakterze DSB rozpoznawane jest przez białko Ku. Białko Ku rekrutuje katalityczną podjednostkę DNA-zależnej kinazy białek (catalytic subunit of DNA-dependent protein kinase, DNA-PKCS) do miejsca uszkodzenia i tworzy aktywny kompleks DNA-PK. Kompleks DNA-PK zawiera miejsce wiązania dla końców DNA i miejsce wiążące dsDNA w obrębie końców. Aktywność kinazowa DNA-PK stymulowana jest przez kompleks: wolny koniec DNA∙Ku∙DNA-PK. Tym samym DNA-PK pośredniczy w utworzeniu tzw. synapsy między przeciwległymi końcami. Gdy następuje utworzenie synapsy, DNA-PK może trans-fosforylować przeciwległą cząsteczkę białka Ku i białka DNA-PK, po czym DNA-PKCS wiążą się do przeciwległego końca. Prowadzi to do dysocjacji DNA-PKCS i aktywacji helikazy Ku, która rozplata DNA umożliwiając tzw. mikrohomologiczne parowanie zasad. Niesparowane „ogony” są trawione, a przerwy wypełnione przez ligazę DNA, co kończy proces naprawy.
Mechanizm NHEJ jest zaangażowany w naprawę pęknięć dwupasmowych wywołanych promieniowaniem jonizującym, etopozydem, a także w zachodzącą fizjologicznie rekombinację V(D)J, proces zwiększający różnorodność genomu limfocytów B i limfocytów T w układzie odpornościowym kręgowców.